# Gebirgsbauden
Gebirgsbauden (Budziska) ist der Name einer ehemaligen Bergenklave im Besitz der Reichsgrafen Schaffgotsch aus Teplitz (Teplice), die am 15. November 1735 gegründet wurde. Rechts das Stammwappen derer von Schaffgotsch.

## Lage
Alle zur Gemarkung gehörenden Siedlungen und Plätze lagen bzw. liegen nördlich des Hauptkamms, auf der seit 1945 polnischen Seite des Riesengebirges.

## Gliederung und Geschichte
Das Gebiet umfasste die Ortschaften Baberhäuser (Borowice), Wolfshau (Wilcza Poręba), Forstlangwasser (Budniki) und Brückenberg (Karpacz Górny bzw. Bierutowice), wo sich auch die Verwaltung und die Gerichtsschänke befanden. In dieser Schänke wurden die Streitigkeiten zwischen den Einwohnern der Gebirgsbauden verhandelt. Das Gebäude existiert noch heute und wurde als Ferienhaus umgebaut. Neben den Dörfern gehörten auch ein paar Bergbauden, verteilt auf dem Hauptkamm des Gebirges in Nähe der Schneekoppe zum Gemeindegebiet. Namentlich waren das Prinz-Heinrich-Baude, Hampelbaude, Kleine Teichbaude, Schlingelbaude, Hasenbaude, Teichmannbaude, Melzergrundbaude, Jugendherberge Berghähnlein, Schlesierhaus und Zollbeamtenerholungsheim am Koppenplan sowie die Schneekoppenbaude und das Observatorium auf der Schneekoppe.
 

In einem Ortsverzeichnis Schlesiens von 1797 findet sich der folgende Eintrag zur Berggemeinde: 

„Gebirgsbauden, derſelben ſind die Baberhäuſer, Forſtlangwaſſer und Wolfshau einverleibt, enthalten 1 Schule, 41 Häusler, 1 Waſſermühle, 570 Einwohner. Das Dorf wird auch Brückenberg genannt; in einigen dieſer einzeln liegenden Häuſer, beſonders zu Wolfshau, giebt es im December Tage, wo kein Tag wird.“

1942 wurde die Gemeinde Gebirgsbauden im Zuge einer Gebietsreform aufgelöst. Brückenberg, Wolfshau und die einzelnen Bauden wurden nach Krummhübel eingemeindet. Forstlangwasser kam zu Buschvorwerk (Krzaczyna), mittlerweile ein Ortsteil von Kowary, dem ehemaligen Schmiedeberg. Baberhäuser kam vermutlich zu Seidorf (Sosnówka), das inzwischen selbst zu Podgórzyn (ehemals Giersdorf) gehört.

## Galerie

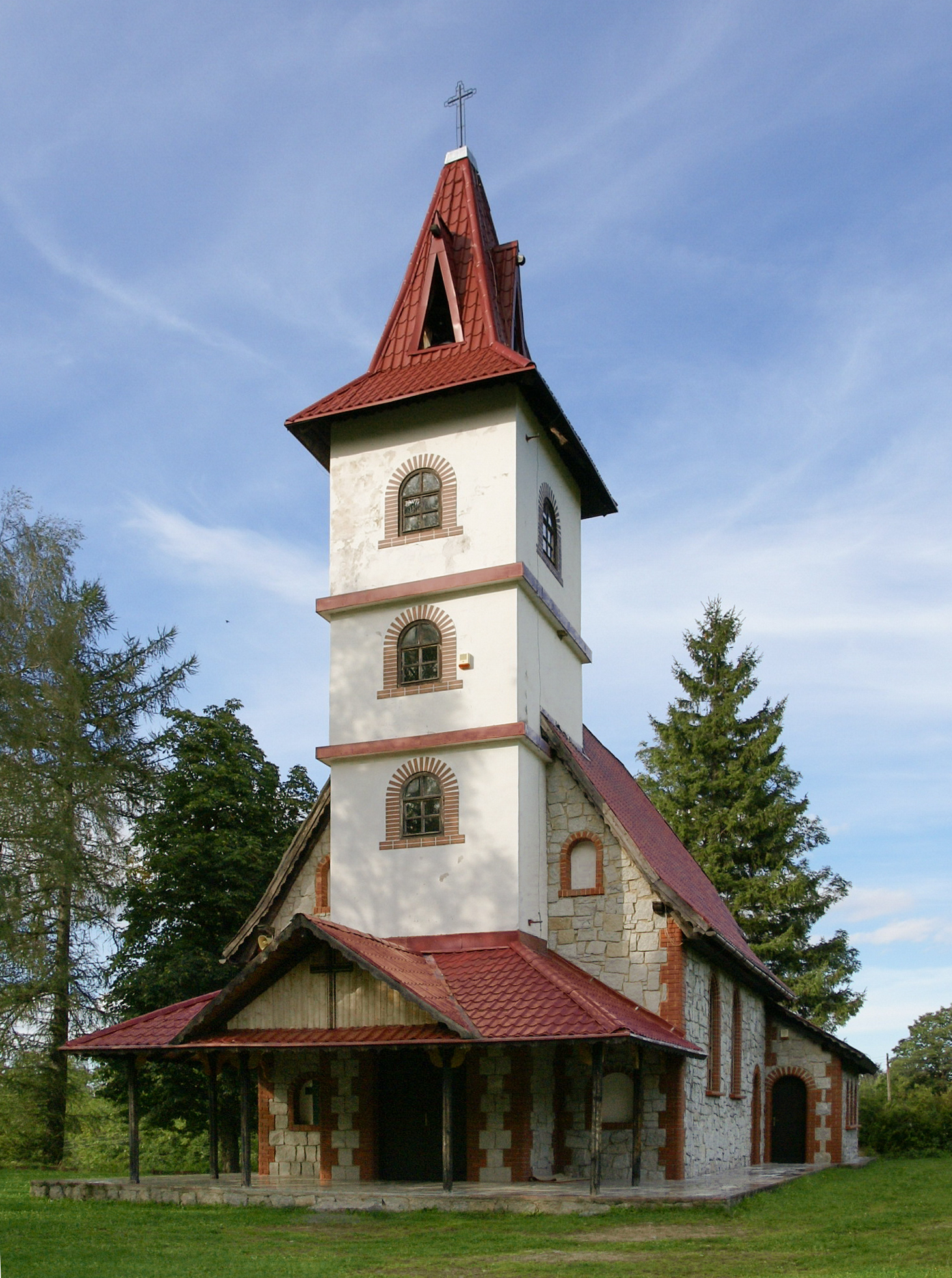
„Unserer Lieben Frau“, die Kirche in Borowice

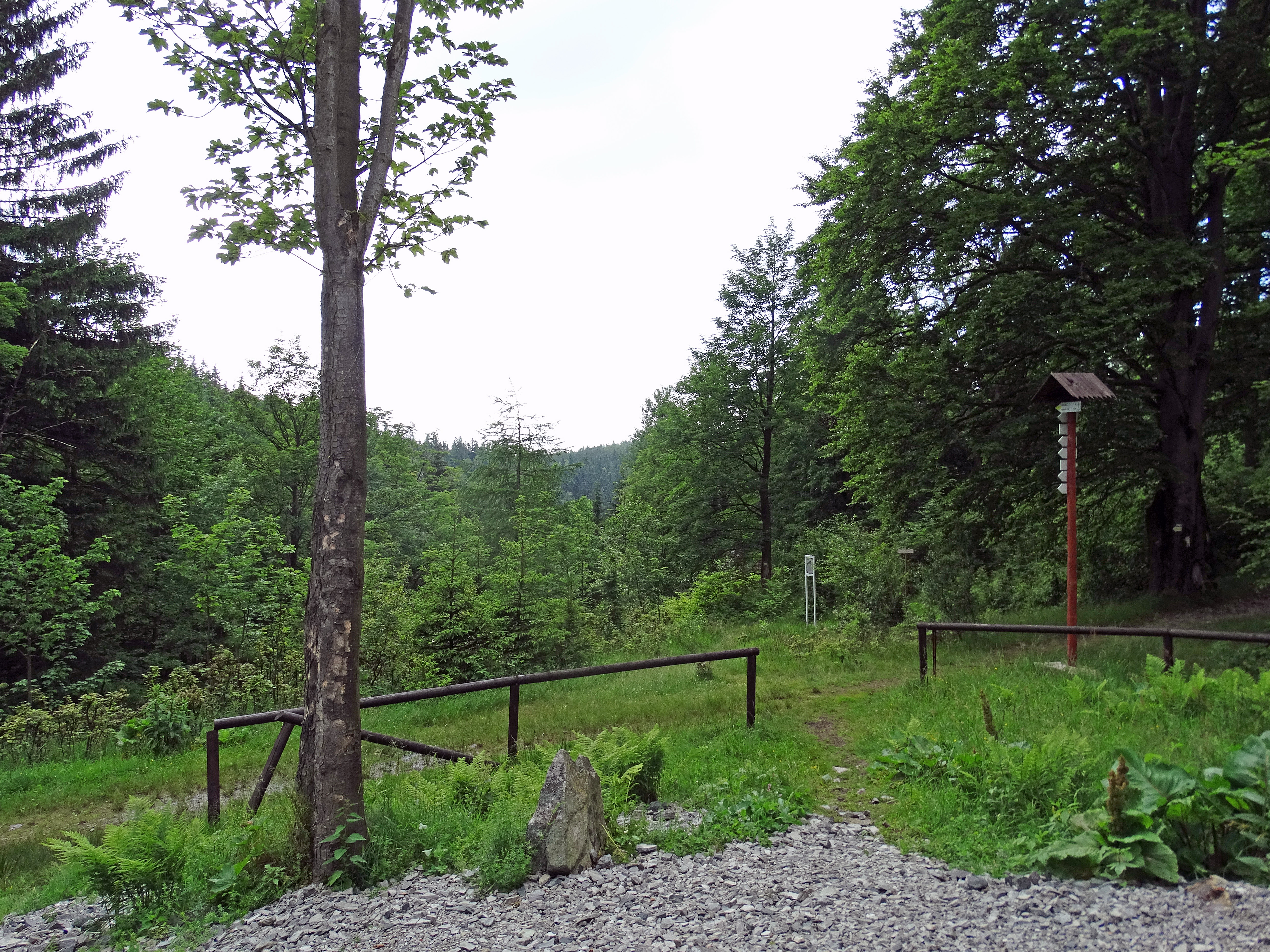
Hier lagen die Bergbauden von Forstlangwasser

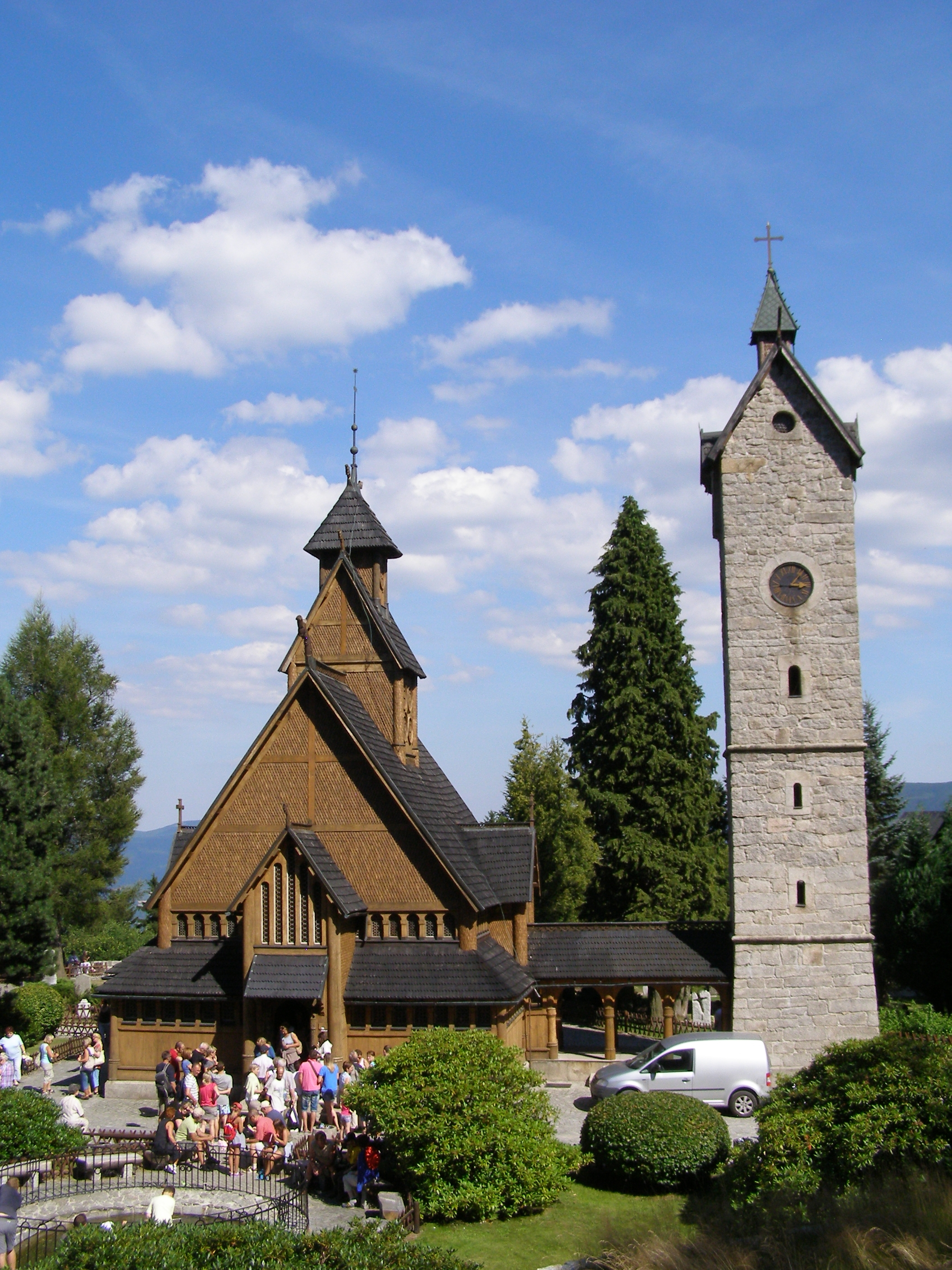
Die Stabkirche Wang
in Karpacz Górny